# Костобе (Восточно-Казахстанская область)
Костобе (каз. Қостөбе, до 1993 года — Остряковка) — упразднённый аул в Жарминском районе Восточно-Казахстанской области Казахстана. Входил в состав Шалабаевского сельского округа. Ликвидирован в 2007 г.

## Население
По данным переписи 1999 года в ауле проживало 107 человек (61 мужчина и 46 женщин).